# Driopea nigrofasciata
Driopea nigrofasciata là một loài bọ cánh cứng trong họ Cerambycidae.